# ميس سبينوزي
ميس سبينوزي (الاسم العلمي: Celtis espinosa) هو نوع نباتي يتبع جنس الميس من فصيلة القنبية.